# ВАЗ-2114
ВАЗ-2114 — п'ятидверний хетчбек, рестайлінгова версія ВАЗ-21093. Модель відрізняється від попередників оригінальним оформленням передньої частини кузова з новими фарами, капотом, облицюванням радіатора, бамперами під колір кузова і наявністю пластикових молдингів і спойлера.

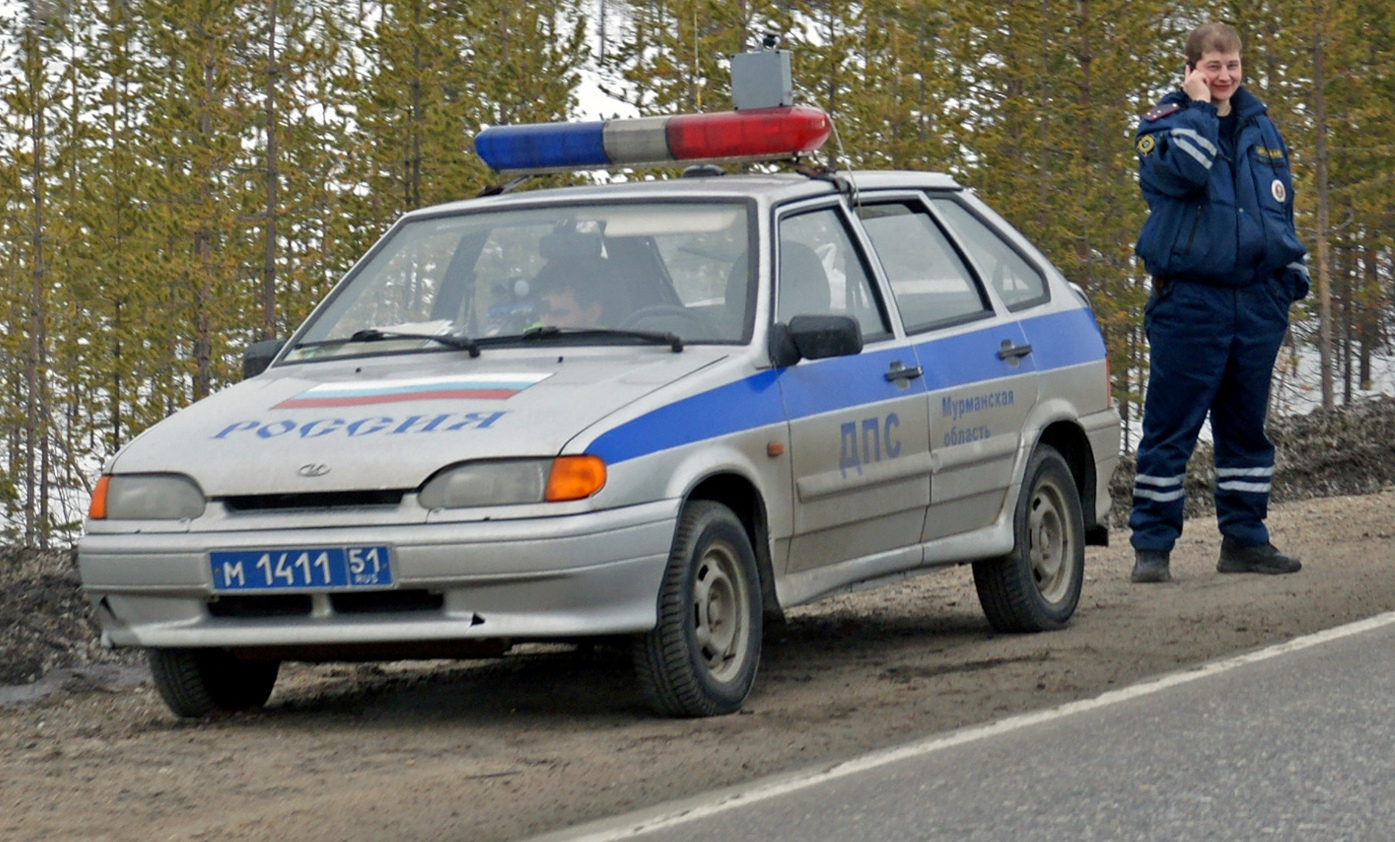
ВАЗ-2114

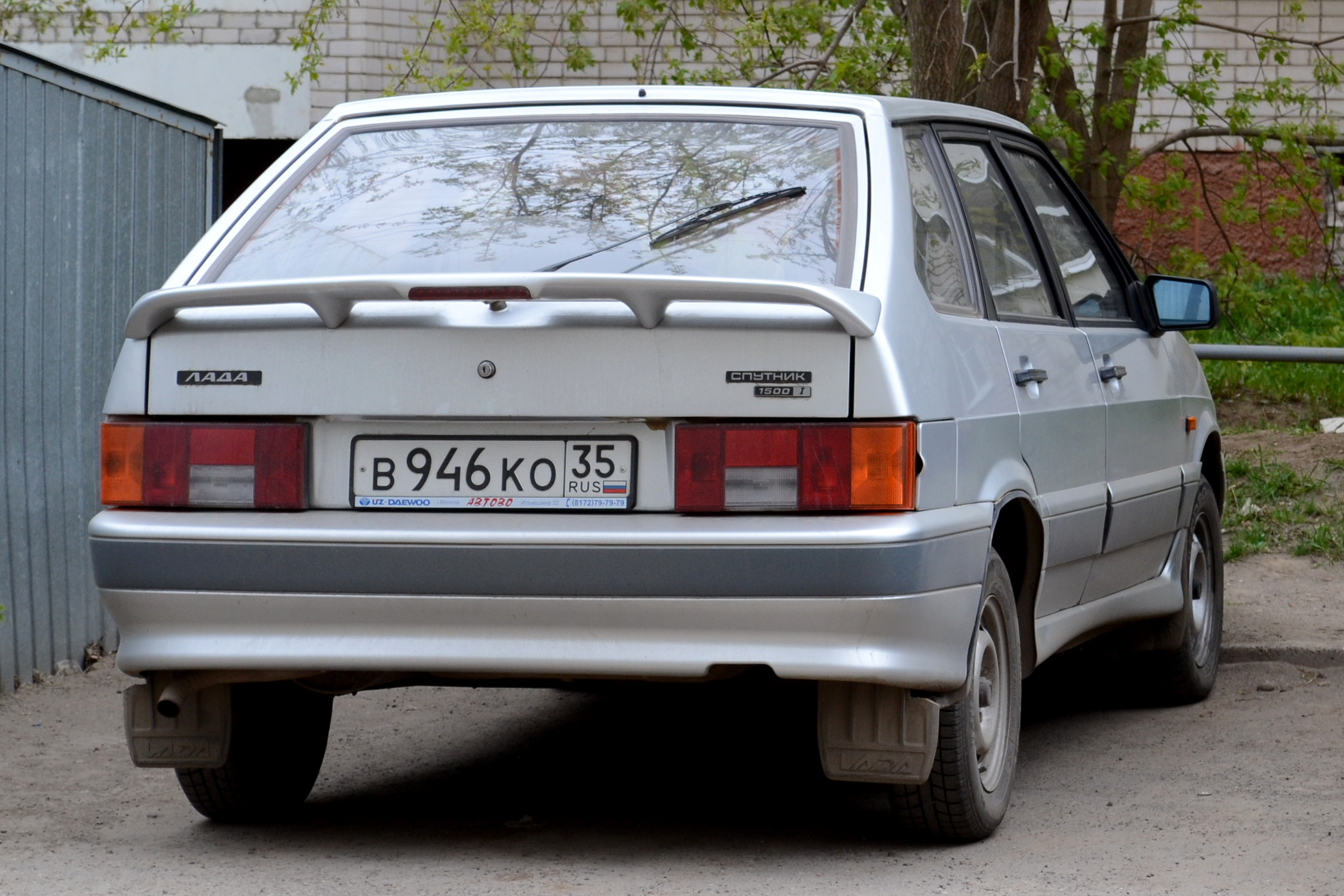
ВАЗ-2114

Представлений публіці у 2001 році, серійний випуск — з квітня 2003 року.
В салоні ВАЗ-2114 встановлена нова панель приладів (так звана «Європанель»), регульована рульова колонка, кермо від «десятого» сімейства, обігрівач нової конструкції. На автомобіль встановлюється двигун 1,5 л (ВАЗ-2111) з розподіленим упорскуванням палива.
Перший примірник ВАЗ-2114 був зібраний на заводському конвеєрі в жовтні 2001 року.
З 2007 року на автомобіль встановлюється новий двигун 1,6 літра (ВАЗ-11183) екологічного класу Euro-3, модель отримує індекс ВАЗ-21144. Відмінні особливості від старого двигуна — каталізатор перебуває не під днищем, а біля двигуна, на двигун надіта пластикова декоративна кришка, замість алюмінієвого ресивера встановлюється пластиковий.
Крім нового двигуна, автомобіль отримав нову приладову панель (більш жорстку і менш гучну) і комбінацію приладів з функцією бортового комп'ютера (показує температуру за бортом, напругу в бортовій мережі, поточний час та інші параметри).
У березні 2010 року в дрібносерійне виробництво надійшли модифікації з 16-клапанними двигунами — ВАЗ-21124 (90 к.с.), який застосовувався на автомобілях Lada 110, і — на седані і тридверний хетчбек — ВАЗ-21126 (98 к.с.), встановлюються на Lada Priora. Заявлена максимальна швидкість в 185—190 км/год означає, що нові дрібносерійні моделі сімейства Samara стають найшвидшими у модельному ряді АвтоВАЗ-у.

## Модифікації
- ВАЗ-21140 — Випускалась з 2003 по 2007 рік. Двигун ВАЗ-2111 робочим об'ємом 1499 см3
- ВАЗ-21144 — Випускається з 2007 року. Двигун ВАЗ-21114 робочим об'ємом 1596 см3[2]
- ВАЗ-211440 — Випускається з 2007 року. Двигун ВАЗ-11183 робочим об'ємом 1596 см3
- ВАЗ-211440-24 — Випускається з 2009 року. Двигун ВАЗ-21124 робочим об'ємом 1596 см3
- ВАЗ-211440-26 — Випускається з 2010 року. Двигун ВАЗ-21126 робочим об'ємом 1596 см3